# Талый Ключ (Нижнеудинский район)
Талый Ключ — деревня в Нижнеудинском районе Иркутской области. Входит в Худоеланское муниципальное образование.

## География
Деревня расположена  примерно в 65 км к востоку от районного центра — города Нижнеудинск.

## История
Деревня основана в 1896 году как переселенческий участок на 405 душевых долей. Заселение началось в 1901 году и к 1906 году взрослого
мужского населения было 118 человек.  

## Население
| 2002 | 2010 | 2011 | 2012 |
| ---- | ---- | ---- | ---- |
| 163  | ↘99  | →99  | ↗100 |